# Ульчская литература
Ульчская литература — литература малочисленной тунгусо-маньчжурской народности ульчей. Во время Российской империи ульчи были неграмотны, и литературы с письменностью у них не было. История ульчской литературы начинается с советского периода, в первой половине XX века. В 1930-х годах было решено не создавать отдельную ульчскую письменность — было введено обучение в школах на родственном ульчскому нанайском языке.
Одним из создателем первого нанайского алфавита на основе латинской графики был Семён Николаевич Сипин. Сипин трудился в Ульчском районе, был выпускником Института народов севера и возглавлял районный комитет нового алфавита. Сипин осуществил ряд работ в области лингвистики и национальной драматургии. Создавал национальные театральные пьесы, переводил на сказки Пушкина, разрабатывал учебные пособия. В октябре 1937 года был арестован по делу двадцати шести амурских рыбаков, и расстрелян в марте 1938 года в Николаевске.
С 1940-х годов началось творчество Алексея Вальдю (1915—1994), автора ряда переработанных ульчских народных сказок, а также ряда повестей.
Художник и поэт Александр Дятала (1933—1978) выполнял разного рода графические работы, сотрудничал с газетами и журналами.
Поэт и сказитель, фольклорист Прокопий Лонка (1926—2011) в 60-е годы у него появляются первые публикации: в газетах, альманахах, коллективных поэтических сборниках.
Ульчский поэт Мария Дечули (род. 1951) посвятила ульчской литературе следующие строки:
Не имели письменности предки.

Оттого в орнаменте сплелось

Все, что разум осеняло крепкий:

Хитрость, красота и даже злость -

На непобежденного медведя,

На стрелу, что не попала в цель...

Ты вглядись: узор тебе поведает

О любви, идущей сквозь метель